# 안산도시공사
안산도시공사는 경기도 안산시에 있는 지방 공기업이다.